# Refuge d'oiseaux de Dewey Soper
Le refuge d'oiseaux de Dewey Soper (anglais : Dewey Soper Migratory Bird Sanctuary) est un refuge d'oiseaux migrateurs du Nunavut (Canada) situé à l'ouest de l'île de Baffin, dans la Grande plaine de la Koukdjuak. Le refuge a été désigné site Ramsar le 24 mai 1982. Il est administré par le Service canadien de la faune.